# Ratusz w Nowym Tomyślu
Ratusz w Nowym Tomyślu – ratusz pochodzi z 1879 roku. Mieści się pośrodku Placu Niepodległości. Obecnie siedziba Urzędu Stanu Cywilnego i sądu.
Wybudowany na rzucie prostokąta budynek posiada dwie kondygnacje. Na parterze jest boniowany. Do ratusza wchodzi się przez arkadowy portal z dwiema kolumnami trzymającymi gzymsową wystawkę. Nad wejściem mieści się kartusz z herbem Nowego Tomyśla i rokiem budowy. Kondygnacje są rozdzielone gzymsem kordonowym. Na ścianach mieści się gzyms koronujący w kształcie kostki.
Obok ratusza znajduje się odsłonięty w 1963 r. pomnik powstańców wielkopolskich.